# Rômulo (futebolista, 2002)
Rômulo José Cardoso da Cruz (Marialva, 8 de fevereiro de 2002), mais conhecido apenas como Rômulo, é um futebolista brasileiro que atua como atacante. Joga pelo RB Leipzig.

## Carreira

### Athletico Paranaense
Natural de Marialva, interior do Paraná, Rômulo começou a carreira no Maringá e destacou-se nas categorias de base do clube onde foi artilheiro do Campeonato Paranaense Sub-17 de 2018 com 13 gols. Com isso, em 10 de outubro do mesmo ano tranferiu-se ao Athletico Paranaense por empréstimo até o fim de janeiro de 2020 e com preferência de compra. Antes, renovou seu contato com o Maringá até 2021.
Destacou-se e o Athletico comprou-o em julho de 2019, antes do final do empréstimo. O Furacão comprou 70% dos direitos econômicos de Rômulo, sendo essa a primeira venda de um jogador do Maringá, que ficou com 30% dos direitos do atleta para uma futura venda.
Rômulo disputou o Campeonato Brasileiro Sub-20 de 2020 e na final, fez o gol do Furacão no jogo da vitória por 1–0 sobre o Atlético Mineiro que levou para as penalidades. Entretanto, o Galo venceu por 5–4. Também disputou o Sub-20 do ano seguinte, onde até as quartas de final, era o vice-artilheiro da competição com 12 gols. Ao todo, foram 14 gols em 21 jogos na competição. Em agosto de 2021, foi inscrito no elenco do Furacão para a disputa das quartas de final da Copa Sul-Americana.
As boas atuações na categoria fizeram-no ganhar seus primeiros minutos no Campeonato Brasileiro em 16 novembro de 2021, na derrota por 1–0 para o Atlético Mineiro na 33ª rodada. Rômulo entrou no segundo tempo no lugar de Pedro Rocha.

#### 2022

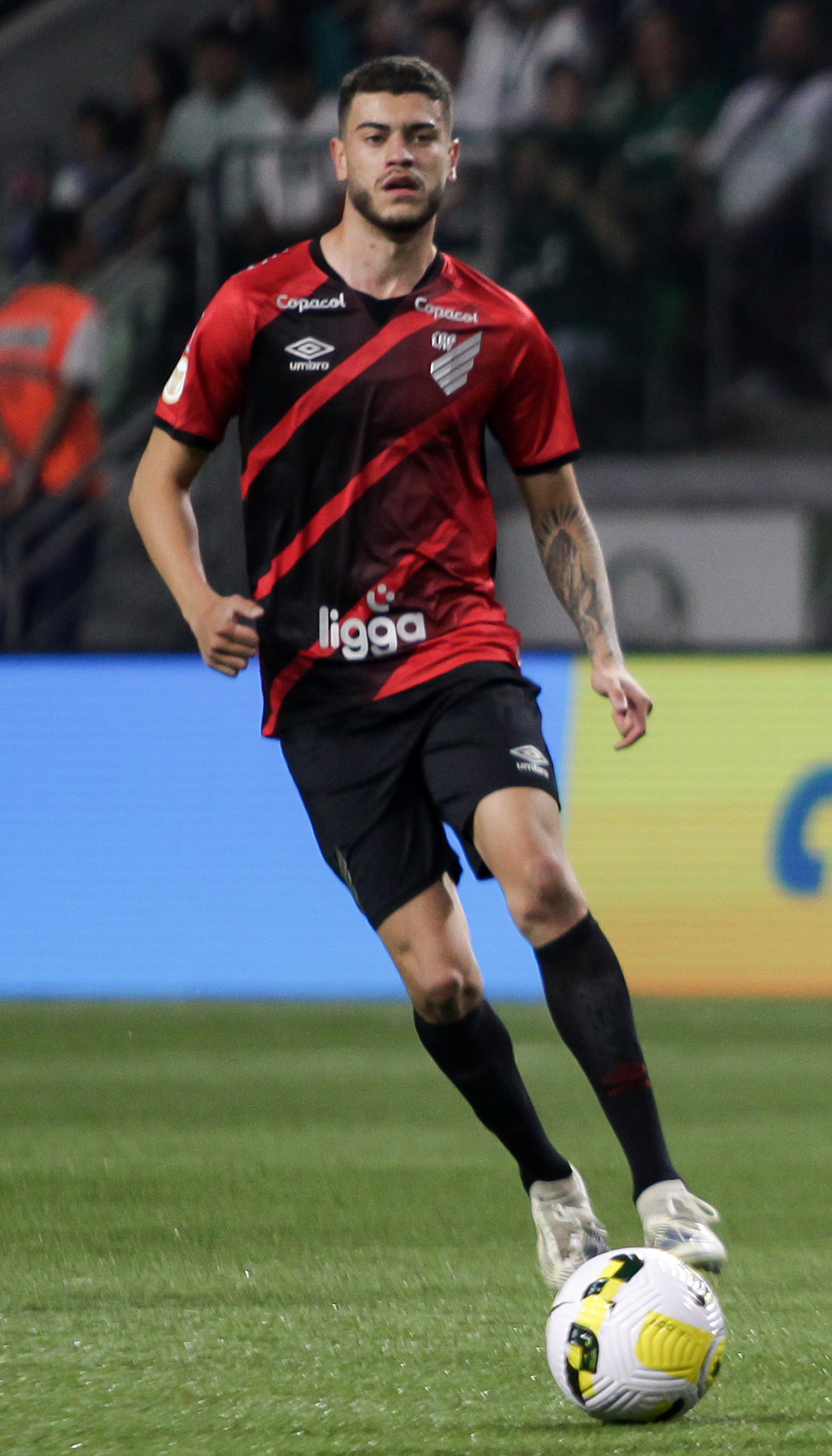
Rômulo em atuação pelo Athletico em 2022

Fez seu primeiro gol na carreira em seu segundo jogo como profissional, em 23 de janeiro, o único da vitória por 1–0 sobre o Paraná na estreia do Campeonato Paranaense. Após viver uma seca de gols de quatro partidas e ser criticado por atuações abaixo do esperado, anotou um hat-trick em 19 de fevereiro na goleada de 5–1 contra o Cianorte na 9ª rodada do Campeonato Paranaense. Além de fazer os três primeiros gols do Furacão, contribuiu com uma assistência para o quarto gol feito por Pablo Siles. Até março, era o líder em participações em gols analisando somente atletas de clubes da Série A, com nove participações (seis gols e três assistências) em dez jogos.
Em 5 de julho, fez gol que garantiu a classificação do Furacão às quartas de final da Libertadores, o do empate de 1–1, entrando aos 30 minutos do segundo tempo no lugar de Vitor Roque e aos 44 marcou o tento. Até 14 de julho, havia disputado 26 partidas e feito nove gols, atrás apenas de David Terans, além de quatro assistências, sendo o terceiro no quesito. Com Felipão, Rômulo passou a atuar pelos lados do campo ao invés de centroavante, posição que disputava com Pablo, Vitor Roque e Matheus Babi. Atuando como ponta, Rômulo evoluiu e tornou-se importante não só pela finalização mas também pela criação de jogadas, além de gols decisivos tanto no Campeonato Brasileiro como na Libertadores.
Afirmando-se como titular da equipe, Rômulo disputou 51 partidas e fez nove gols na temporada, ficando atrás apenas de David Terans e Pablo.

#### 2023
Em janeiro de 2023, Rômulo figurou em primeiro lugar na lista elaborada pelo CIES de melhor centroavante polivalente Sub-21 do mundo. Em contraste com a temporada anterior, Rômulo sofreu com problemas físicos e teve seis lesões ao longo do ano que interferiram no desempenho, tendo perdido 32 jogos. Foram 28 partidas e apenas um gol feito, na vitória contra o Libertad em 4 de maio em jogo válido pela 3ª rodada da Copa Libertadores.
Com apenas uma partida disputada na temporada de 2024 e sem espaço com o técnico Juan Carlos Osorio, Rômulo teve seu empréstimo encaminhado ao Göztepe, da Turquia. Nessa passagem, foram dez gols em 81 partidas.

### Göztepe
Foi anunciado como novo reforço do Göztepe em 7 de fevereiro de 2024.
Após ter feito apenas um treino, Rômulo fez sua estreia pela equipe em 11 de fevereiro de 2024, na vitória de 2–0 sobre o Bandirmaspor na 22ª rodada da Segunda Divisão Turca, tendo feito o primeiro gol e dada uma assistência para o segundo gol. Passou em branco contra o Manisa FK, mas deu uma assistência no jogo seguinte contra Adanaspor e fez os dois gols da vitória de 2–0 sobre o Boluspor na 25ª rodada, contabilizando cinco participações em gols nas quatro partidas.

## Títulos

### Athletico Paranaense
- Copa Sul-Americana: 2021
- Campeonato Paranaense: 2023

### Artilharia
- Artilheiro do Campeonato Paranaense Sub-17 de 2018: 13 gols